# خاویر بودالو
خاویر بودالو (اسپانیایی: Javier Bódalo‎؛ زادهٔ ۲۴ ژوئن ۱۹۹۲) بازیگر اهل اسپانیا است.
از فیلم‌ها یا مجموعه‌های تلویزیونی که وی در آن‌ها نقش داشته‌است، می‌توان به ۳۰ سکه، عقاب سرخ، بزدل‌ها، ستون فقرات شیطان، فارغ‌التحصیلی روح اشاره نمود.